# Grand Prix Cycliste de Québec 2018
Il Grand Prix Cycliste de Québec 2018, nona edizione della corsa, valido come trentatreesima prova dell'UCI World Tour 2018 categoria 1.UWT, si svolse il 7 settembre 2018 su un percorso di 201,6 km a Québec, nell'omonima provincia in Canada. La vittoria fu appannaggio dell'australiano Michael Matthews, che completò il percorso in 5h04'17" alla media di 39,75 km/h precedendo i belgi Greg Van Avermaet e Jasper Stuyven.
Al traguardo di Québec 123 ciclisti, su 144 partenti, portarono a termine la competizione.

## Squadre e corridori partecipanti
Hanno partecipato alla competizione 21 squadre: oltre alle 18 formazioni World Tour, gli organizzatori hanno invitato due team con licenza Professional Continental: Israel Cycling Academy e Rally Cycling, con l'aggiunta della nazionale canadese. 
| N.      | Cod. | Squadra             |
| ------- | ---- | ------------------- |
| 1-7     | BMC  | BMC Racing Team     |
| 11-17   | UAD  | UAE Team Emirates   |
| 21-27   | QST  | Quick-Step Floors   |
| 31-37   | SKY  | Team Sky            |
| 41-47   | BOH  | Bora-Hansgrohe      |
| 52-57   | MTS  | Mitchelton-Scott    |
| 61-67   | MOV  | Movistar Team       |
| 71-77   | AST  | Astana Pro Team     |
| 81-87   | TLJ  | Team Lotto NL-Jumbo |
| 91-97   | TBM  | Bahrain-Merida      |
| 101-107 | SUN  | Team Sunweb         |

| N.      | Cod. | Squadra                        |
| ------- | ---- | ------------------------------ |
| 111-117 | ALM  | AG2R La Mondiale               |
| 121-127 | TFS  | Trek-Segafredo                 |
| 131-137 | LTS  | Lotto Soudal                   |
| 141-147 | EFD  | Team EF Education First-Drapac |
| 151-157 | GFC  | Groupama-FDJ                   |
| 161-167 | TKA  | Team Katusha Alpecin           |
| 171-177 | DDD  | Team Dimension Data            |
| 181-187 | ICA  | Israel Cycling Academy         |
| 191-197 | RLY  | Rally Cycling                  |
| 201-207 | CAN  | Canada                         |

## Ordine d'arrivo (Top 10)
| Pos. | Corridore         | Squadra    | Tempo    |
| ---- | ----------------- | ---------- | -------- |
| 1    | Michael Matthews  | Sunweb     | 5h04'17" |
| 2    | Greg Van Avermaet | BMC        | s.t.     |
| 3    | Jasper Stuyven    | Trek       | s.t.     |
| 4    | Timo Roosen       | Lotto NL   | s.t.     |
| 5    | Patrick Konrad    | Bora       | s.t.     |
| 6    | Zdeněk Štybar     | Quick-Step | s.t.     |
| 7    | Arthur Vichot     | Groupama   | s.t.     |
| 8    | Nathan Haas       | Katusha    | s.t.     |
| 9    | Michael Valgren   | Astana     | s.t.     |
| 10   | Anthony Roux      | Groupama   | s.t.     |